# Incendios forestales de Nueva Gales del Sur de 2013

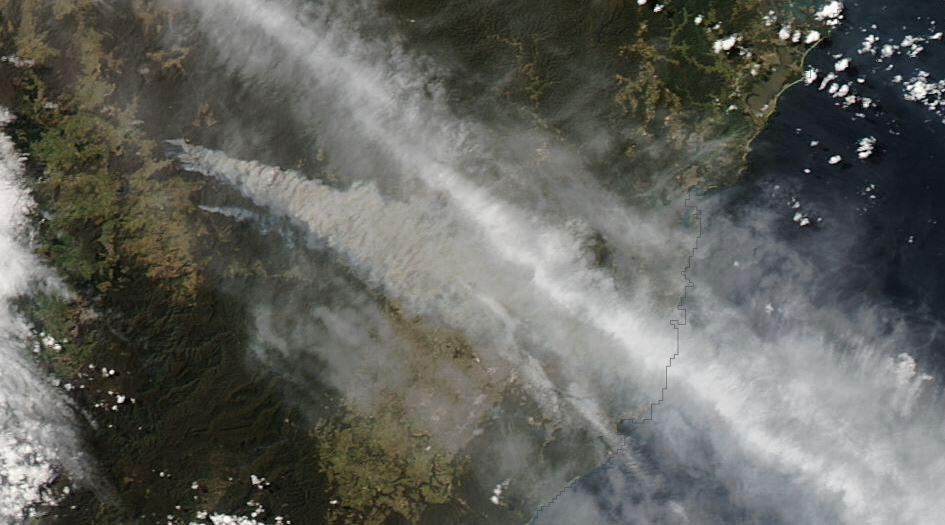
Vista de los incendios en las Montañas Azules y el área metropolitana de Sydney desde Aqua de la NASA, usando imágenes MODIS el 17 de octubre.

Los incendios forestales de Nueva Gales del Sur de 2013 son una serie de incendios forestales en el estado australiano de Nueva Gales del Sur que principalmente empezaron, o llegaron a ser notables, el 17 de octubre de 2013. Las altas cargas de combustible, junto con condiciones cálidas y el viento fueron las condiciones peligrosas que alimentaron al fuego. En el pico de los incendios, en la mañana del 18 de octubre, más de 100 incendios ardían en todo el estado. El primer ministro de Nueva Gales del Sur, Barry O'Farrell, declaró el estado de emergencia el 20 de octubre, y la concesión de atribuciones a los bomberos para desalojar a los residentes y demolir los edificios afectados por los incendios.
Los incendios fueron los peores en Australia desde el devastador Sábado Negro de 2009, una serie de incendios forestales acaecidos en Victoria, y el peor en Nueva Gales del Sur desde 1960.